# Rasy psa
Rasy psa – dawniej rasy (w znaczeniu zootechnicznym) zwierząt z gatunku psa domowego (Canis familiaris) wyselekcjonowane głównie pod kątem wartości użytkowej, a współcześnie grupy psów uznanych przez organizację kynologiczną za spełniające wymogi wzorca rasy, ukierunkowanego głównie pod kątem wyglądu zewnętrznego, przekazujące swoje cechy fizyczne i psychiczne potomstwu. Różne stowarzyszenia kynologiczne stosują różne kryteria podziału tego gatunku na rasy oraz – zachowując odrębność w jeszcze większym stopniu – grupują rasy według swoich zasad, określonych we wzorcu rasy.

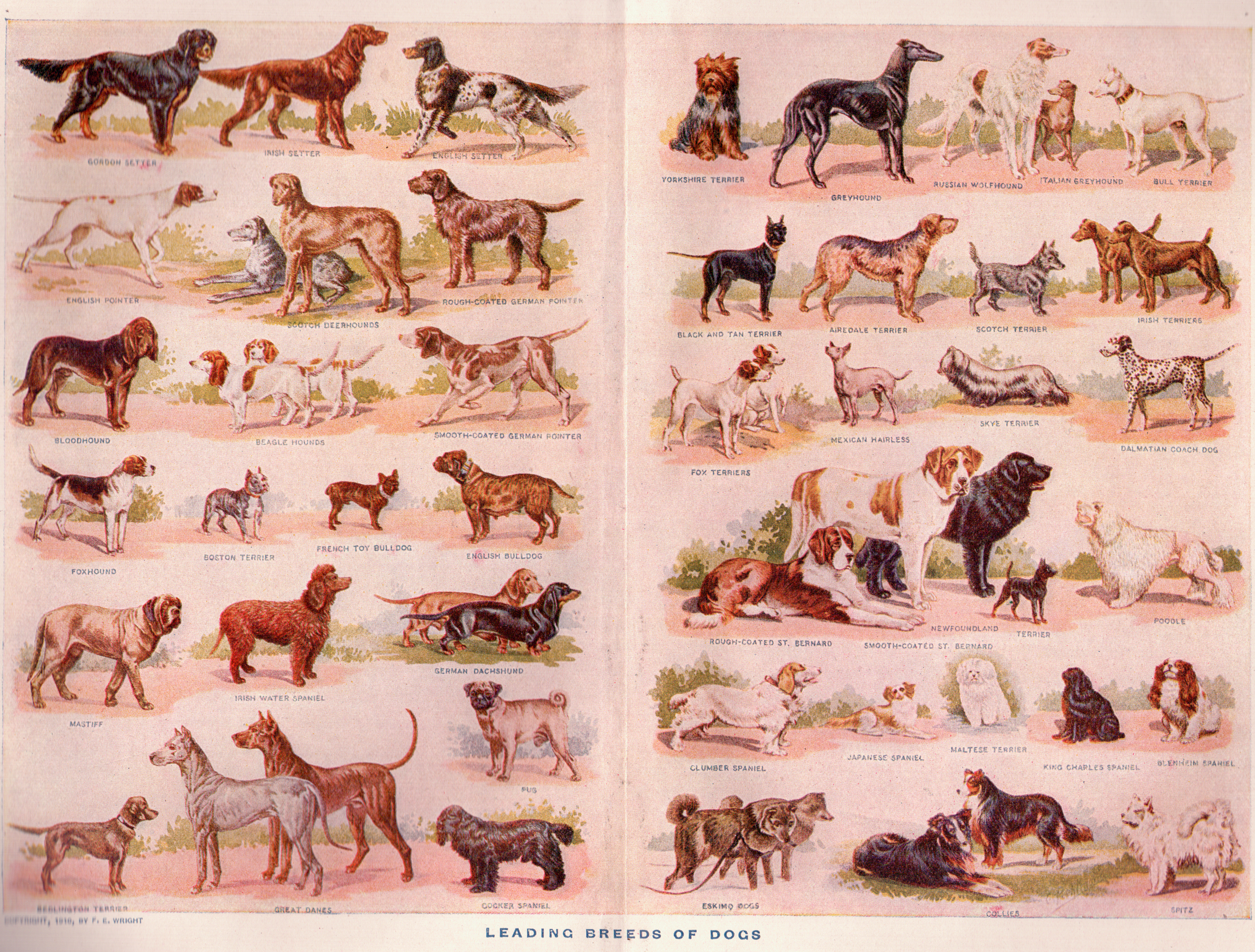
Ilustracja z Webster’s New Illustrated Dictionary z 1911 roku

Pojęcie rasy powstaje, kiedy grupa osobników należących do tego samego gatunku jest w stanie reprodukować się, konsekwentnie zachowując te same cechy, przy uwzględnieniu takich czynników jak środowisko, historia, geografia, czy użytkowość. Istotne jest, by była to grupa o liczebności wystarczającej do utrzymania rasy bez konieczności stosowania kojarzeń w pokrewieństwie bądź dolewu obcej krwi.

## Powstawanie ras psa
Nie istnieją dokładne dane dotyczące czasu w jakim człowiek miałby zacząć ingerować w hodowlę tych zwierząt. Räber podaje, że w mezolicie ludzie preferowali osobniki przywiązujące się do ludzkiej grupy i pod tym kątem przeprowadzali dobór. Istotny skok w procesie tworzenia się ras nastąpił w momencie porzucenia przez ludzi koczowniczego trybu życia na korzyść osiadłego, związanego z uprawą ziemi i hodowlą innych zwierząt domowych (m.in. bydła).
Początkowo typy psów, które wyłoniły się z procesu selekcji dokonywanej przez człowieka i środowisko, były „rasami regionalnymi” mogącymi przeżyć w odpowiedniej niszy ekologicznej.
Przykładem takiej prarasy jest pies torfowy, w typie wilkowatym (Canis familiaris palustris), którego szczątki pochodzące z neolitu, odkryto pod koniec XIX wieku, w Szwajcarii. Pies ten był trzymany w osadach ludzkich zbudowanych na palach, w rejonach zabagnionych. Studer, będący zoologiem z Berna, zafascynowany odkryciem szczątków prapsów wraz z innymi naukowcami, stworzył historyczny podział ras w stosunku do współcześnie istniejących. Opublikował te wyniki w 1901 roku, w swojej pracy pod tytułem „Psy prehistoryczne a obecnie żyjące rasy” (Die prähistorischen Hunde in ihrer Beziehung zu den gegenwärting lebenden Rassen). Na podstawie tej pracy wielu późniejszych kynologów tworzyło swoje publikacje. Z czasem okazało się, że przedstawiony przez Studera podział ras nie uwzględniał wszystkich cech, a nadanie nazwy szpic torfowy długo pokutowało poglądem, że szpice to najstarsza grupa psów na świecie.

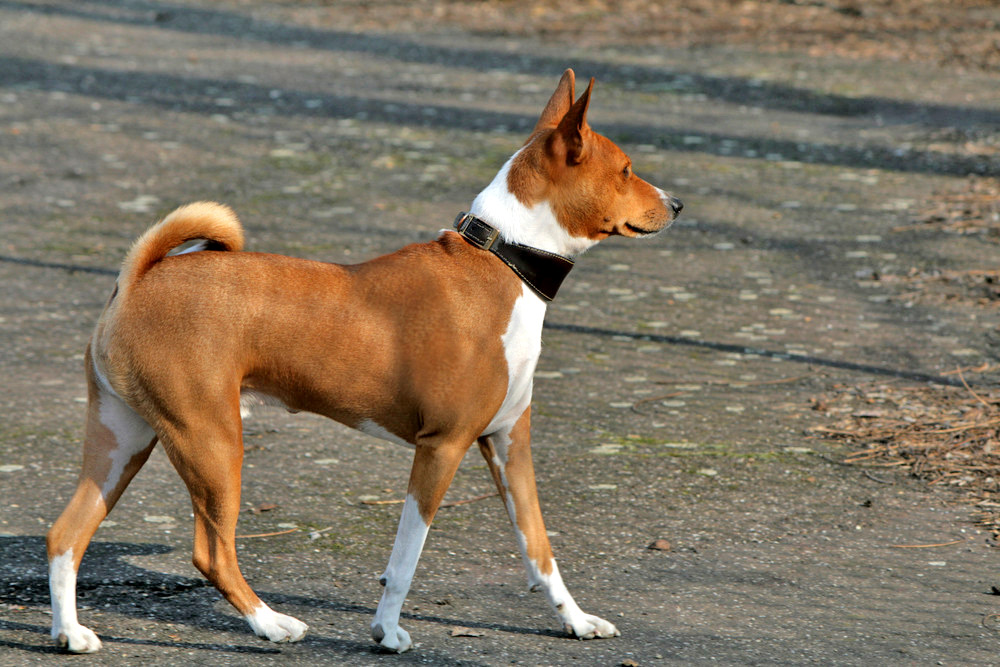
Basenji – jedna z ras pierwotnych

Skamieniałości pochodzące z ok. 6500 lat temu (4500 lat p.n.e.) pozwoliły wyodrębnić 5 głównych typów psa z tamtego okresu:
- mastify
- wilkowate
- charty
- pointery
- psy pasterskie.

Według Hansa Räbera pierwsze hodowle psów rasowych prowadzili myśliwi szlacheccy, którzy kładli nacisk na „czystość ras” rozumianą jako umiejętności myśliwskie przekazywane potomstwu, takie jak trzymanie tropu itp. Stare germańskie dokumenty prawne informują o dużej wartości psa w ten sposób hodowanego.
Do czasów współczesnych powstały tysiące ras psa domowego, głównie myśliwskich. Większość z nich wyginęła. Około 400 ras uznano w rejestrach organizacji kynologicznych. Niektórym współczesnym rasom grozi wyginięcie.
W efekcie sprzecznych poglądów hodowców na temat wyglądu psów poszczególnych ras, w XIX wieku powstały pierwsze kluby kynologiczne. Wprowadziły wzorce dla każdej z ras, księgi hodowlane (księgi rodowodowe, wykazujące przodków poszczególnych psów), rodowody (świadectwa pochodzenia) oraz zakaz wystawiania psów niezarejestrowanych w księgach hodowlanych. Przyczyniło się to do ukierunkowania hodowli psów pod kątem spełnienia wymogów wzorca narzuconego przez klub kynologiczny działający w danym regionie. Selekcjonowanie osobników pod kątem użytkowości zostało zastąpione dążeniem do podkreślania zewnętrznych cech budowy (eksterieru).
Hodowla w tzw. czystości rasy polega na kojarzeniu blisko spokrewnionych osobników w obrębie tejże rasy, co ograniczyło pulę genową jej populacji. Wybieranie do dalszej hodowli osobników spełniających wymogi wzorca rasy, zwłaszcza zwycięzców wystaw, jeszcze bardziej zwiększa poziom inbredu. Takie techniki hodowlane przyczyniły się do wzmacniania wad genetycznych zwierząt. W prawidłowo prowadzonej hodowli psy będące nosicielami genów odpowiedzialnych za wady wrodzone nie powinny być dopuszczane do reprodukcji.

## Zmienność ras psa

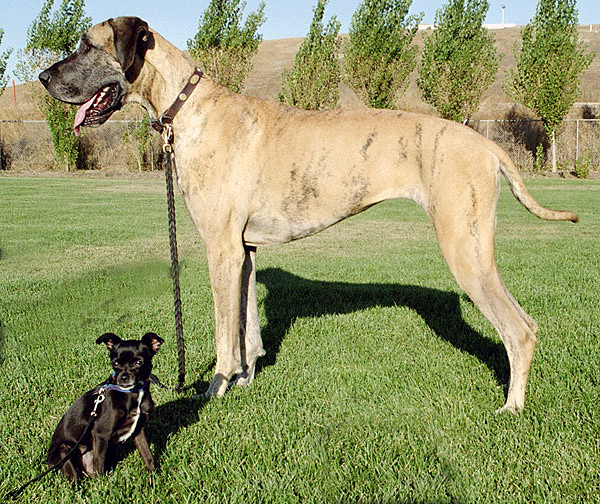
Różnica wielkości między chihuahua a dogiem niemieckim

Mimo olbrzymiej zmienności obserwowanej w obrębie gatunku uważa się, że udomowieniu uległ tylko jeden, nazwany przez Karola Linneusza Canis familiaris. Linneusz zdefiniował to zwierzę na podstawie takich cech jak: „ogon skierowany w górę”, „lizanie ran”, „częstego zapadania na rzeżączkę” oraz „oddawania moczu na dźwięk pewnych melodii”.
Zarówno różnice w rozmiarach (psy rasy chihuahua mają dwanaście centymetrów w kłębie, wilczarz irlandzki niemal metr), jak i w wadze (mastif angielski waży pięćdziesiąt razy tyle co szpic miniaturowy) mogą być bardzo znaczne. Podobnie zakres umaszczenia, kształtów i cech charakteru psów jest bardzo szeroki.
Poszczególne rasy psa mają różny zasięg występowania. Niektóre są popularne na całym świecie, inne znane są tylko w kraju pochodzenia, ewentualnie w jego najbliższym sąsiedztwie. Wiele ras przeznaczonych pierwotnie do ściśle określonych zadań przystosowało się z czasem do pełnienia różnych funkcji. Głównie z tych powodów nie istnieje jednolita systematyka ras. Stosowane przez poszczególne organizacje kynologiczne systematyki opierają się na pokrewieństwie poszczególnych ras, ich użyteczności i przydatności do określonych zadań, a także na liczebności przedstawicieli danej rasy w rejonie działania danej organizacji. Tak postawione kryteria powodują rozbieżności w ocenie, do której grupy zaliczyć psy danej rasy, a tym samym powodują, że przyjmowane klasyfikacje są podziałami sztucznymi.

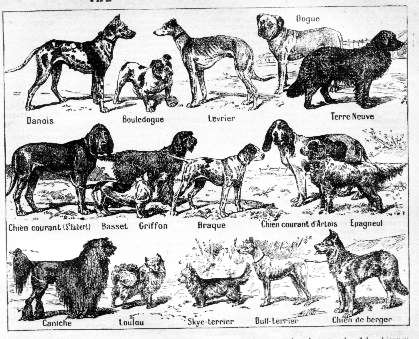
Rasy psa na francuskiej ilustracji z początku XX wieku

Najstarsze rasy o genach najbardziej zbliżonych do wilka określane są mianem psów pierwotnych albo ras prymitywnych. Co do pozostałych ras brak jest dowodów umożliwiających określenie ich filogenezy.
Główne grupy ras wyróżniane pod kątem użyteczności to:
- psy użytkowe, nazywane też roboczymi albo pracującymi – są to psy pasterskie (zwane też owczarkami lub psami do zaganiania zwierząt gospodarskich), pociągowe, służbowe i stróżujące, a także towarzyszące osobom niepełnosprawnym,
- psy myśliwskie, a wśród nich wyżły, psy gończe, płochacze, posokowce i norowce (jamniki),
- psy ozdobne i do towarzystwa.

Ze względu na budowę ciała psów danej rasy można zaliczyć je do określonego typu, przy czym proponowane podziały na takie typy również są zależne od autora. Przykładowy podział współcześnie występujących ras:
- molosy, a wśród nich dogi i mastify,
- teriery,
- charty,
- szpice (wśród nich są psy pociągowe, pasterskie i myśliwskie),
- pinczery,
- sznaucery.

## Rasy psa domowego
Zestawienie nazw ras psa domowego w układzie alfabetycznym.
Uwagi:
- Nazwy ras zapisane zostały małą literą, z wyjątkiem nazw własnych oraz rzeczowników niemieckich, bez uwzględniania innych form zapisu publikowanych w źródłach, w tym wewnętrznych publikacjach ZKwP[8].
- Różni autorzy podają odmienną kolejność przymiotników w nazwach polskich (np. gończy istryjski krótkowłosy lub istryjski gończy krótkowłosy, czeski terier lub terier czeski). W tabeli wymieniono tylko jedną z form.

| Oryginalna nazwa rasy                                  | Nazwa polska (lub polska pisownia nazwy)                                        | Pochodzenie                                 | FCI (numer wzorca) | UKC                        |
| ------------------------------------------------------ | ------------------------------------------------------------------------------- | ------------------------------------------- | --- | -------------------------- |
| Affenpinscher                                          | pinczer małpi, affenpinczer                                                     | Niemcy                                      | 186 | +                          |
| afghan hound                                           | chart afgański                                                                  | Afganistan                                  | 228 | +                          |
| aïdi                                                   | aidi                                                                            | Maroko                                      | 247 | +                          |
| alapaha blue blood bulldog                             |                                                                                 | Stany Zjednoczone                           | – |                            |
| airedale terrier                                       |                                                                                 | Wielka Brytania                             | 7 | +                          |
| akbaş çoban köpeği                                     | akbash dog                                                                      | Turcja                                      | 331, jako odmiana anatoliana | +                          |
| akita                                                  |                                                                                 | Japonia                                     | 255 | +                          |
| alaskan klee kai                                       |                                                                                 | Stany Zjednoczone                           | – | +                          |
| alaskan malamute                                       |                                                                                 | Stany Zjednoczone                           | 243 | +                          |
| alpenländische Dachsbracke                             | alpejski gończy krótkonożny, alpejski jamnikogończy                             | Austria                                     | 254 | +                          |
| american akita                                         | akita amerykańska                                                               | Japonia                                     | 344 |                            |
| american bulldog                                       | buldog amerykański                                                              | Stany Zjednoczone                           | | +                          |
| american cocker spaniel                                | cocker spaniel amerykański                                                      | Stany Zjednoczone                           | 167 |                            |
| american eskimo dog                                    |                                                                                 | Stany Zjednoczone                           | | +                          |
| american foxhound                                      | foxhound amerykański                                                            | Stany Zjednoczone                           | 303 | +                          |
| american pit bull terrier                              | amerykański pitbulterier, amerykański pit bull terrier                          | Stany Zjednoczone                           | – | +                          |
| american staffordshire terrier                         | amerykański Staffordshire terrier, amerykański Staffordshire terrier            | Stany Zjednoczone                           | 286 |                            |
| american staghound                                     | amerykański staghound                                                           | Stany Zjednoczone                           | – | –                          |
| american toy terrier                                   | amerykański toy terier                                                          | Stany Zjednoczone                           | – | +                          |
| american water spaniel                                 | amerykański spaniel dowodny                                                     | Stany Zjednoczone                           | 301 | +                          |
| anadolu çoban köpeği                                   | anatolian, anatolijski pies pasterski, anatolian karabash, owczarek anatolijski | Anatolia                                    | 331, w tym akbash dog |                            |
| anglo-français de petite vénerie                       | mały gończy anglo-francuski                                                     | Francja                                     | 325 | +                          |
| appenzeller Sennenhund                                 | appenzeller                                                                     | Szwajcaria                                  | 46 | +                          |
| ariégeois                                              |                                                                                 | Francja                                     | 20 | +                          |
| australian cattle dog                                  | australijski pies pasterski                                                     | Australia                                   | 287 | +                          |
| australian kelpie                                      | owczarek australijski – kelpie, kelpie, australijski kelpie                     | Australia                                   | 293 | +                          |
| australian shepherd                                    | owczarek australijski (typ amerykański), owczarek australijski                  | Stany Zjednoczone                           | 342 | +                          |
| australian silky terrier                               | australijski silky terier                                                       | Australia                                   | 236 |                            |
| australian stumpy tail cattle dog                      |                                                                                 | Australia                                   | 351 |                            |
| australian terrier                                     | terier australijski                                                             | Australia                                   | 8 | +                          |
| azawakh                                                | chart afrykański                                                                | Mali                                        | 307 | +                          |
| barbet                                                 |                                                                                 | Francja                                     | 105 |                            |
| basenji                                                |                                                                                 | Afryka Środkowa                             | 43 | +                          |
| basset artésien normand                                | basset artezyjsko-normandzki                                                    | Francja                                     | 34 | +                          |
| basset bleu de Gascogne                                | basset gaskoński                                                                | Francja                                     | 35 | +                          |
| basset fauve de Bretagne                               | basset bretoński                                                                | Francja                                     | 36 | +                          |
| basset hound                                           | basset                                                                          | Wielka Brytania                             | 163 | +                          |
| bayerischer Gebirgsschweißhund                         | posokowiec bawarski                                                             | Niemcy                                      | 217 | +                          |
| beagle                                                 |                                                                                 | Wielka Brytania                             | 161 | +                          |
| beagle harrier                                         |                                                                                 | Francja                                     | 290 | +                          |
| bearded collie                                         |                                                                                 | Wielka Brytania                             | 271 | +                          |
| bedlington terrier                                     | bedlington terier                                                               | Wielka Brytania                             | 9 | +                          |
| berger blanc suisse                                    | biały owczarek szwajcarski                                                      | Szwajcaria                                  | 347 |                            |
| berger de Beauce, beauceron                            | owczarek francuski beauceron, beauceron                                         | Francja                                     | 44 | +                          |
| berger de Brie, briard                                 | owczarek francuski briard, briard, owczarek z Brie                              | Francja                                     | 113 |                            |
| berger picard                                          | owczarek pikardyjski                                                            | Francja                                     | 176 | +                          |
| Bernhardiner                                           | bernardyn, bernard, pies świętego Bernarda                                      | Szwajcaria                                  | 61, w tym odmiana krótkowłosa i długowłosa                                                                                                |                            |
| berner Sennenhund                                      | berneński pies pasterski                                                        | Szwajcaria                                  | 45 | +                          |
| bichon à poil frisé, bichon frise                      |                                                                                 | Belgia/Francja                              | 215 | +                          |
| bichon havanais                                        | hawańczyk                                                                       | rejon Morza Śródziemnego/Kuba               | 250 |                            |
| billy                                                  |                                                                                 | Francja                                     | 25 | +                          |
| black and tan coonhound                                |                                                                                 | Stany Zjednoczone                           | 300 |                            |
| black mouth cur                                        |                                                                                 |                                             | |                            |
| boerboel                                               |                                                                                 | Republika Południowej Afryki                | – |                            |
| bolognese                                              | bolończyk                                                                       | Włochy                                      | 196 |                            |
| border collie                                          |                                                                                 | Wielka Brytania                             | 297 | +                          |
| border terrier                                         |                                                                                 | Wielka Brytania                             | 10 | +                          |
| bosanski oštrodlaki gonič, barak                       | gończy bośniacki szorstkowłosy, barak                                           | Bośnia                                      | 155 | +                          |
| boston terrier                                         | boston terrier                                                                  | Stany Zjednoczone                           | 140 |                            |
| bouledogue français                                    | buldog francuski                                                                | Francja                                     | 101 |                            |
| bouvier des Ardennes                                   | bouvier ardeński                                                                | Belgia                                      | 171 |                            |
| bouvier des Flandres                                   |                                                                                 | Belgia/Francja                              | 191 | +                          |
| bracco italiano                                        | wyżeł włoski krótkowłosy                                                        | Włochy                                      | 202 |                            |
| Brandlbracke                                           | gończy austriacki                                                               | Austria                                     | 63 |                            |
| braque d’Auvergne                                      |                                                                                 | Francja                                     | 180 |                            |
| braque de l'Ariege                                     |                                                                                 | Francja                                     | 177 |                            |
| braque du Bourbonnais                                  |                                                                                 | Francja                                     | 179 |                            |
| braque français, type gascogne                         | wyżeł gaskoński                                                                 | Francja                                     | 133 |                            |
| braque français, type pyrénées                         | wyżeł pirenejski                                                                | Francja                                     | 134 |                            |
| braque Saint-Germain                                   |                                                                                 | Francja                                     | 115 |                            |
| briquet griffon vendéen                                |                                                                                 | Francja                                     | 19 |                            |
| broholmer                                              |                                                                                 | Dania                                       | 315 |                            |
| bull terrier                                           | bulterier                                                                       | Wielka Brytania                             | 11 | +                          |
| bulldog                                                | buldog angielski                                                                | Wielka Brytania                             | 149 |                            |
| Bullenbeißer (rasa wymarła)                            | bullenbeisser                                                                   | Niemcy                                      | – | –                          |
| bullmastiff                                            | bulmastif                                                                       | Wielka Brytania                             | 157 | +                          |
| ca de bestiar                                          | owczarek z Majorki                                                              | Hiszpania                                   | 321, w tym krótkowłosy i długowłosy | +                          |
| cairn terrier                                          |                                                                                 | Wielka Brytania                             | 4 | +                          |
| Canaan dog                                             | pies kananejski, pies z Canaan                                                  | Izrael                                      | 273 | +                          |
| cane corso italiano                                    |                                                                                 | Włochy                                      | 343 | +                          |
| cane da pastore bergamasco                             | owczarek z Bergamo, bergamasco                                                  | Włochy                                      | 194 | +                          |
| cane da pastore maremmano-abruzzese                    | pies z Maremmy i Arbuzzów, owczarek maremma                                     | Włochy                                      | 201 |                            |
| caniche                                                | pudel                                                                           | Francja                                     | 172, w tym odmiany |                            |
| cão da Serra da Estrela                                | pies górski z Estrela                                                           | Portugalia                                  | 173 | +                          |
| cão da Serra de Aires                                  | owczarek portugalski                                                            | Portugalia                                  | 93 |                            |
| cão de água português                                  | portugalski pies dowodny, portugalski pies wodny                                | Portugalia                                  | 37 |                            |
| căo de Castro Laboreiro                                | pies z Castro Laboreiro                                                         | Portugalia                                  | 170 | +                          |
| căo fila de Săo Miguel                                 |                                                                                 | Portugalia                                  | 340 |                            |
| carolina dog                                           |                                                                                 | Stany Zjednoczone                           | – | +                          |
| cavalier king charles spaniel                          |                                                                                 | Wielka Brytania                             | 136 | +                          |
| československý vlčiák                                  | wilczak czechosłowacki                                                          | Czechy i Słowacja                           | 332 |                            |
| český fousek                                           | wyżeł czeski szorstkowłosy, czeski fousek, fousek                               | Czechy                                      | 245 | +                          |
| český teriér                                           | terier czeski                                                                   | Czechy                                      | 246 | +                          |
| chart polski                                           | chart polski                                                                    | Polska                                      | 333 | +                          |
| chesapeake bay retriever                               |                                                                                 | Stany Zjednoczone                           | 263 | +                          |
| chien d’Artois                                         |                                                                                 | Francja                                     | 28 | +                          |
| chien de berger belge                                  | owczarek belgijski                                                              | Belgia                                      | 15, w tym groenendael, laekenois, malinois i tervueren                                                                                    |                            |
| chien de berger belge groenendael                      |                                                                                 | Belgia                                      | 15 – jako odmiana owczarka belgijskiego                                                                                                   |                            |
| chien de berger belge laekenois                        |                                                                                 | Belgia                                      | 15 – jako odmiana owczarka belgijskiego                                                                                                   |                            |
| chien de berger belge malinois                         |                                                                                 | Belgia                                      | 15 – jako odmiana owczarka belgijskiego                                                                                                   |                            |
| chien de berger belge tervueren                        |                                                                                 | Belgia                                      | 15 – jako odmiana owczarka belgijskiego                                                                                                   |                            |
| chien de berger des Pyrénées (face rase)               | owczarek pirenejski (a face rase, odmiana face rase)                            | Francja                                     | 138 |                            |
| chien de berger des Pyrénées (poil long)               | owczarek pirenejski (a poil long, odmiana face normal[e])                       | Francja                                     | 141 |                            |
| chien de montagne des Pyrénées                         | pirenejski pies górski, duży pies pirenejski                                    | Francja                                     | 137 |                            |
| chien de Saint-Hubert, bloodhound                      | pies świętego Huberta                                                           | Belgia                                      | 84 | +                          |
| chihuahueño, chihuahua                                 |                                                                                 | Meksyk                                      | 218, w tym krótkowłosy i długowłosy | +                          |
| chin                                                   | chin japoński, czin japoński                                                    | Japonia                                     | 206 |                            |
| chinese crested dog                                    | grzywacz chiński                                                                | Chiny                                       | 288, w tym bezwłosy i owłosiony |                            |
| chodský pes                                            | pies chodzki                                                                    | Czechy                                      | – | –                          |
| хортая борзая (chortaja borzaja)                       | chortaj                                                                         | południowa Rosja, Ukraina lub Bliski Wschód | – |                            |
| chow chow                                              |                                                                                 | Chiny                                       | 205 |                            |
| cimarrón uruguayo                                      |                                                                                 | Urugwaj                                     | 353 |                            |
| ciobănesc românesc carpatin                            | owczarek rumuński karpatin                                                      | Rumunia                                     | 350 |                            |
| ciobănesc românesc de Bucovina                         |                                                                                 | Rumunia/Serbia                              | 357 |                            |
| ciobănesc românesc mioritic                            | owczarek rumuński mioritic                                                      | Rumunia                                     | 349 |                            |
| cirneco dell'Etna                                      |                                                                                 | Włochy                                      | 199 |                            |
| clumber spaniel                                        |                                                                                 | Wielka Brytania                             | 109 |                            |
| collie rough                                           | collie długowłosy, owczarek szkocki długowłosy                                  | Wielka Brytania                             | 156 |                            |
| collie smooth                                          | collie krótkowłosy, owczarek szkocki krótkowłosy                                | Wielka Brytania                             | 296 |                            |
| coton de Tuléar                                        |                                                                                 | Madagaskar                                  | 283 |                            |
| curly coated retriever                                 |                                                                                 | Wielka Brytania                             | 110 |                            |
| Dackel                                                 | jamnik                                                                          | Niemcy                                      | 148, w tym odmiany |                            |
| dalmatinski pas                                        | dalmatyńczyk                                                                    | Chorwacja                                   | 153 |                            |
| dandie dinmont terrier                                 | Dandie Dinmont terier                                                           | Wielka Brytania                             | 168 |                            |
| dansk-svensk gårdshund                                 | duńsko-szwedzki pies wiejski                                                    | Dania/Szwecja                               | 356 |                            |
| deerhound                                              | chart szkocki                                                                   | Wielka Brytania                             | 164 |                            |
| deutsch Drahthaar                                      | wyżeł niemiecki szorstkowłosy                                                   | Niemcy                                      | 98 |                            |
| deutsch Kurzhaar                                       | wyżeł niemiecki krótkowłosy                                                     | Niemcy                                      | 119 |                            |
| deutsch Langhaar                                       | wyżeł niemiecki długowłosy                                                      | Niemcy                                      | 117 |                            |
| deutsch Stichelhaar                                    | wyżeł niemiecki ostrowłosy                                                      | Niemcy                                      | 232 |                            |
| deutsche Bracke                                        | gończy niemiecki                                                                | Niemcy                                      | 29 |                            |
| deutsche Dogge                                         | dog niemiecki                                                                   | Niemcy                                      | 235, w tym żółty, pręgowany, czarny, arlekin i błękitny                                                                                   |                            |
| deutscher Boxer                                        | bokser                                                                          | Niemcy                                      | 144, w tym żółty i pręgowany | +                          |
| deutscher Jagdterrier                                  | niemiecki terier myśliwski                                                      | Niemcy                                      | 103 |                            |
| deutscher Pinscher                                     | pinczer średni, niemiecki pinczer średni, pinczer niemiecki                     | Niemcy                                      | 184 |                            |
| deutscher Schäferhund                                  | owczarek niemiecki                                                              | Niemcy                                      | 166, w tym krótkowłosy i długowłosy |                            |
| deutsche Spitze                                        | szpic niemiecki                                                                 | Niemcy                                      | 97, w tym odmiany |                            |
| deutscher Wachtelhund                                  | płochacz niemiecki, spaniel niemiecki                                           | Niemcy                                      | 104 |                            |
| Dobermann                                              | doberman                                                                        | Niemcy                                      | 143 |                            |
| dogo argentino                                         | dog argentyński                                                                 | Argentyna                                   | 292 |                            |
| dogo canário                                           | dog kanaryjski, pies kanaryjski                                                 | Wyspy Kanaryjskie                           | 346 |                            |
| dogue de Bordeaux                                      | dog z Bordeaux, dog de Bordeaux                                                 | Francja                                     | 116 |                            |
| do-khyi                                                | mastif tybetański                                                               | Tybet                                       | 230 |                            |
| drentse patrijshond                                    |                                                                                 | Holandia                                    | 224 |                            |
| drever                                                 |                                                                                 | Szwecja                                     | 130 |                            |
| drótszőrű magyar vizsla                                | wyżeł węgierski szorstkowłosy                                                   | Węgry                                       | 239 |                            |
| dunker                                                 |                                                                                 | Norwegia                                    | 203 | +                          |
| english cocker spaniel                                 | cocker spaniel angielski                                                        | Wielka Brytania                             | 5 |                            |
| english foxhound                                       | foxhound angielski                                                              | Wielka Brytania                             | 159 |                            |
| english pointer                                        | pointer, pointer angielski                                                      | Wielka Brytania                             | 1 |                            |
| english setter                                         | seter angielski                                                                 | Wielka Brytania                             | 2 |                            |
| english springer spaniel                               | springer spaniel angielski                                                      | Wielka Brytania                             | 125 |                            |
| english toy terrier                                    |                                                                                 | Wielka Brytania                             | 13 |                            |
| entlebucher Sennenhund                                 |                                                                                 | Szwajcaria                                  | 47 |                            |
| épagneul bleu de Picardie                              | niebieski spaniel pikardyjski?                                                  | Francja                                     | 106 |                            |
| épagneul breton                                        |                                                                                 | Francja                                     | 95 |                            |
| épagneul de Pont-Audemer                               | spaniel Pont-Audemer                                                            | Francja                                     | 114 |                            |
| épagneul français                                      | spaniel francuski                                                               | Francja                                     | 175 |                            |
| épagneul nain continental                              | spaniel kontynentalny miniaturowy                                               | Francja/Belgia                              | 77, w tym papillon i phalene |                            |
| épagneul picard                                        | spaniel pikardyjski                                                             | Francja                                     | 108 |                            |
| erdélyi kopó                                           | gończy węgierski                                                                | Węgry                                       | 241 |                            |
| eurasier                                               |                                                                                 | Niemcy                                      | 291 |                            |
| field spaniel                                          |                                                                                 | Wielka Brytania                             | 123 |                            |
| fila brasileiro                                        |                                                                                 | Brazylia                                    | 225 |                            |
| flat coated retriever                                  |                                                                                 | Wielka Brytania                             | 121 |                            |
| fox terrier (smooth)                                   | foksterier krótkowłosy                                                          | Wielka Brytania                             | 12 |                            |
| fox terrier (wire)                                     | foksterier szorstkowłosy, foksterier gładkowłosy                                | Wielka Brytania                             | 169 |                            |
| français blanc et noir                                 | gończy francuski biało-czarny                                                   | Francja                                     | 220 |                            |
| français blanc et orange                               | gończy francuski biało-pomarańczowy                                             | Francja                                     | 316 |                            |
| français tricolore                                     | gończy francuski trójkolorowy                                                   | Francja                                     | 219 |                            |
| galgo español                                          | chart hiszpański                                                                | Hiszpania                                   | 285 |                            |
| gammel dansk hønsehund                                 | wyżeł duński                                                                    | Dania                                       | 281 |                            |
| grand gascon saintongeois                              |                                                                                 | Francja                                     | 21 |                            |
| golden retriever                                       |                                                                                 | Wielka Brytania                             | 111 |                            |
| gończy polski                                          | gończy polski                                                                   | Polska                                      | 354 |                            |
| gordon setter                                          | seter szkocki (gordon), seter gordon, gordon seter                              | Wielka Brytania                             | 6 |                            |
| gos d’atura català                                     | owczarek kataloński                                                             | Hiszpania                                   | 87, w tym krótkowłosy i długowłosy |                            |
| grand anglo-français blanc et noir                     | duży gończy anglo-francuski biało-czarny                                        | Francja                                     | 323 |                            |
| grand anglo-français blanc et orange                   | duży gończy anglo-francuski biało-pomarańczowy                                  | Francja                                     | 324 |                            |
| grand anglo-français tricolore                         | duży gończy anglo-francuski trójkolorowy                                        | Francja                                     | 322 |                            |
| grand basset griffon vendéen                           |                                                                                 | Francja                                     | 33 |                            |
| grand bleu de Gascogne                                 | duży gończy gaskoński                                                           | Francja                                     | 22 |                            |
| grand griffon vendéen                                  |                                                                                 | Francja                                     | 282 |                            |
| greyhound                                              |                                                                                 | Wielka Brytania                             | 158 |                            |
| griffon belge                                          | gryfonik belgijski                                                              | Belgia                                      | 81 |                            |
| griffon bleu de Gascogne                               | szorstkowłosy gończy gaskoński                                                  | Francja                                     | 32 |                            |
| griffon bruxellois                                     | gryfonik brukselski                                                             | Belgia                                      | 80 |                            |
| griffon d’arrêt à poil dur Korthals                    | gryfon Korthalsa                                                                | Francja                                     | 107 |                            |
| griffon fauve de Bretagne                              | szorstkowłosy gończy bretoński                                                  | Francja                                     | 66 |                            |
| griffon nivernais                                      | szorstkowłosy gończy z Nivernais                                                | Francja                                     | 17 |                            |
| grønlandshund                                          | pies grenlandzki                                                                | Grenlandia                                  | 274 |                            |
| grosser Münsterländer                                  | duży münsterländer, duży munsterlander                                          | Niemcy                                      | 118 |                            |
| grosser schweizer Sennenhund                           | duży szwajcarski pies pasterski                                                 | Szwajcaria                                  | 58 |                            |
| haldenstøver, haldenstovare                            |                                                                                 | Norwegia                                    | 267 |                            |
| hamiltonstøver                                         | gończy Hamiltona                                                                | Szwecja                                     | 132 |                            |
| hannoverscher Schweißhund                              | posokowiec hanowerski                                                           | Niemcy                                      | 213 |                            |
| harrier                                                |                                                                                 | Wielka Brytania                             | 295 |                            |
| hellinikos ichnilatis                                  | gończy grecki                                                                   | Grecja                                      | 214 |                            |
| hokkaido                                               |                                                                                 | Japonia                                     | 261 |                            |
| hollandse herdershond                                  | owczarek holenderski                                                            | Holandia                                    | 223, w tym krótkowłosy, długowłosy i szorstkowłosy                                                                                        |                            |
| hollandse smoushond                                    |                                                                                 | Holandia                                    | 308 |                            |
| Horákův laboratorní pes                                | pies laboratoryjny Horáka                                                       | Czechy                                      | – |                            |
| Hovawart                                               | hovawart                                                                        | Niemcy                                      | 190 |                            |
| hrvatski ovčar                                         | owczarek chorwacki                                                              | Chorwacja                                   | 277 |                            |
| hygenhund                                              |                                                                                 | Norwegia                                    | 266 |                            |
| южнорусская овчарка (jużnorusskaja owczarka)           | owczarek południoworosyjski, jużak                                              | Rosja                                       | 326 |                            |
| irish glen of imaal terrier                            |                                                                                 | Irlandia                                    | 302 |                            |
| irish red and white setter                             | seter irlandzki czerwono-biały, irlandzki seter rudo-biały                      | Irlandia                                    | 330 | +                          |
| irish red setter                                       | seter irlandzki                                                                 | Irlandia                                    | 120 |                            |
| irish soft coated wheaten terrier                      |                                                                                 | Irlandia                                    | 40 |                            |
| irish terrier                                          | terier irlandzki                                                                | Irlandia                                    | 139 | +                          |
| irish water spaniel                                    | irlandzki spaniel dowodny, spaniel wodny irlandzki                              | Irlandia                                    | 124 | +                          |
| irish wolfhound                                        | wilczarz irlandzki                                                              | Irlandia                                    | 160 | +                          |
| íslenskur fjárhundur                                   | islandzki szpic pasterski                                                       | Islandia                                    | 289 |                            |
| istarski kratkodlaki gonič                             | gończy istryjski krótkowłosy                                                    | Chorwacja                                   | 151 |                            |
| istarski oštrodlaki gonič                              | gończy istryjski szorstkowłosy                                                  | Chorwacja                                   | 152 |                            |
| Jack Russell terrier                                   |                                                                                 | Australia                                   | 345 | +                          |
| jämthund                                               | szwedzki elkhund                                                                | Szwecja                                     | 42 |                            |
| jindo-kae                                              | jindo                                                                           | Korea                                       | 334 | +                          |
| jugoslovenski ovčarski pas šarplaninac                 | sarplaninac                                                                     | Jugosławia                                  | 41 | +                          |
| kai                                                    |                                                                                 | Japonia                                     | 317 |                            |
| карело-финская лайка (karelo-finskaja łajka)           | łajka karelo-fińska                                                             | Rosja                                       | |                            |
| karjalankarhukoira                                     | karelski pies na niedźwiedzie                                                   | Finlandia                                   | 48 |                            |
| кавказская овчарка (kawkazskaja owczarka)              | owczarek kaukaski                                                               | Rosja                                       | 328 |                            |
| kerry blue terrier                                     |                                                                                 | Irlandia                                    | 3 |                            |
| king charles spaniel                                   |                                                                                 | Wielka Brytania                             | 128 |                            |
| kishu                                                  |                                                                                 | Japonia                                     | 318 |                            |
| kleiner Münsterländer                                  | mały münsterländer, wyżeł mały, mały munsterlander                              | Niemcy                                      | 102 |                            |
| κρητικός ιχνηλάτης (kritikos ichnilatis)               |                                                                                 | Grecja                                      | – | –                          |
| komondor                                               | komondor                                                                        | Węgry                                       | 53 |                            |
| kraški ovčar                                           | owczarek kraski                                                                 | Słowenia                                    | 278 |                            |
| Kromfohrländer                                         |                                                                                 | Niemcy                                      | 192 |                            |
| kuvasz                                                 | kuwasz, kuvasz węgierski                                                        | Węgry                                       | 54 |                            |
| labrador retriever                                     |                                                                                 | Wielka Brytania                             | 122 |                            |
| lagotto romagnolo                                      |                                                                                 | Włochy                                      | 298 |                            |
| lakeland terrier                                       |                                                                                 | Wielka Brytania                             | 70 |                            |
| Lancashire Heeler                                      |                                                                                 | Wielka Brytania                             | – | +                          |
| landseer                                               | landseer                                                                        | Nowa Fundlandia                             | 226 | jako odmiana nowofundlanda |
| lapinporokoira                                         |                                                                                 | Finlandia                                   | 284 |                            |
| Leonberger                                             | leonberger                                                                      | Niemcy                                      | 145 |                            |
| lhasa apso                                             |                                                                                 | Tybet                                       | 227 |                            |
| magyar agár                                            | chart węgierski                                                                 | Węgry                                       | 240 |                            |
| maltese                                                | maltańczyk                                                                      | Włochy                                      | 65 |                            |
| manchester terrier                                     |                                                                                 | Wielka Brytania                             | 71 |                            |
| mastiff                                                | mastif angielski                                                                | Wielka Brytania                             | 264 |                            |
| mastín del Pirineo                                     | mastif pirenejski                                                               | Hiszpania                                   | 92 |                            |
| mastín español                                         | mastif hiszpański                                                               | Hiszpania                                   | 91 |                            |
| mastino napoletano                                     | mastif neapolitański                                                            | Włochy                                      | 197 |                            |
| miniature bull terrier                                 | bulterier miniaturowy                                                           | Wielka Brytania                             | 11 |                            |
| московская сторожевая (moskowskaja storożewaja)        | moskiewski stróżujący                                                           | Rosja                                       | – |                            |
| mudi                                                   |                                                                                 | Węgry                                       | 238 |                            |
| nederlandse kooikerhondje                              |                                                                                 | Holandia                                    | 314 |                            |
| nederlandse schapendoes                                |                                                                                 | Holandia                                    | 313 |                            |
| new guinea singing dog                                 | śpiewający pies z Nowej Gwinei                                                  | Nowa Gwinea                                 | – |                            |
| newfoundland                                           | nowofundland                                                                    | Kanada                                      | 50 |                            |
| nihon supittsu                                         | szpic japoński                                                                  | Japonia                                     | 262 |                            |
| nihon teria                                            | terier japoński                                                                 | Japonia                                     | 259 |                            |
| norfolk terrier                                        |                                                                                 | Wielka Brytania                             | 272 |                            |
| norrbottenspets                                        | szpic nordycki                                                                  | Szwecja                                     | 276 |                            |
| norsk buhund                                           | buhund norweski                                                                 | Norwegia                                    | 237 |                            |
| norsk elghund grå                                      | elkhund szary                                                                   | Norwegia                                    | 242 |                            |
| norsk elghund sort                                     | elkhund czarny                                                                  | Norwegia                                    | 268 |                            |
| norsk lundehund                                        |                                                                                 | Norwegia                                    | 265 |                            |
| norwich terrier                                        |                                                                                 | Wielka Brytania                             | 72 |                            |
| nova scotia duck tolling retriever                     | retriever z Nowej Szkocji                                                       | Kanada                                      | 312 |                            |
| ogar polski                                            | ogar polski                                                                     | Polska                                      | 52 |                            |
| old english sheepdog                                   | owczarek staroangielski, bobtail                                                | Wielka Brytania                             | 16 |                            |
| österreichischer Pinscher                              | pinczer austriacki                                                              | Austria                                     | 64 |                            |
| otterhound                                             |                                                                                 | Wielka Brytania                             | 294 |                            |
| parson russell terrier                                 |                                                                                 | Wielka Brytania                             | 339 |                            |
| pekingese                                              | pekińczyk, pekiński pies pałacowy                                               | Chiny                                       | 207 |                            |
| perdigueiro portuguęs                                  | wyżeł portugalski, pointer portugalski                                          | Portugalia                                  | 187 |                            |
| perdiguero de Burgos                                   | wyżeł hiszpański z Burgos, pointer hiszpański                                   | Hiszpania                                   | 90 |                            |
| perro de agua español                                  | hiszpański pies dowodny, hiszpański pies wodny                                  | Hiszpania                                   | 336 |                            |
| perro dogo mallorquín                                  | dog z Majorki, pies z Majorki                                                   | Hiszpania                                   | 249 |                            |
| perro sin pelo del Perú                                | nagi pies peruwiański                                                           | Peru                                        | 310, w tym odmiany |                            |
| petit basset griffon vendéen                           |                                                                                 | Francja                                     | 67 |                            |
| petit bleu de Gascogne                                 | mały gończy gaskoński                                                           | Francja                                     | 31 |                            |
| petit brabançon                                        | brabantczyk                                                                     | Belgia                                      | 82 |                            |
| petit chien lion                                       | lwi piesek                                                                      | Francja                                     | 233 |                            |
| pharaoh hound                                          | pies faraona                                                                    | Malta                                       | 248 |                            |
| piccolo levriero italiano                              | charcik włoski                                                                  | Włochy                                      | 200 |                            |
| podenco canario                                        | podenco kanaryjski                                                              | Hiszpania                                   | 329 |                            |
| podenco ibicenco                                       | podenco z Ibizy                                                                 | Hiszpania                                   | 89 |                            |
| podengo portuguęs                                      | podengo portugalski                                                             | Portugalia                                  | 94, w tym odmiany |                            |
| poitevin                                               |                                                                                 | Francja                                     | 24 |                            |
| polski owczarek nizinny                                | polski owczarek nizinny                                                         | Polska                                      | 251 |                            |
| polski owczarek podhalański                            | owczarek podhalański                                                            | Polska                                      | 252 |                            |
| porcelaine                                             |                                                                                 | Francja                                     | 30 |                            |
| posavski gonič                                         | gończy chorwacki                                                                | Chorwacja                                   | 154 |                            |
| Pudelpointer                                           | pudelpointer                                                                    | Niemcy                                      | 216 |                            |
| pug                                                    | mops                                                                            | Wielka Brytania                             | 253 |                            |
| puli                                                   |                                                                                 | Węgry                                       | 55 |                            |
| pumi                                                   |                                                                                 | Węgry                                       | 56 |                            |
| rafeiro do Alentejo                                    | portugalski pies stróżujący                                                     | Portugalia                                  | 96 | +                          |
| rampur greyhound                                       |                                                                                 | Indie                                       | – | –                          |
| rhodesian ridgeback                                    | rodezyjski ridgeback                                                            | Zimbabwe                                    | 146 |                            |
| Riesenschnauzer                                        | sznaucer olbrzym, brodacz olbrzym                                               | Niemcy                                      | 181 |                            |
| Rottweiler                                             | rottweiler                                                                      | Niemcy                                      | 147 |                            |
| rövidszőrű magyar vizsla                               | wyżeł węgierski krótkowłosy                                                     | Węgry                                       | 57 |                            |
| русская псовая борзая (russkaja psowaja borzaja)       | chart rosyjski, borzoj                                                          | Rosja                                       | 193 |                            |
| чёрный терьер (czornyj tierjer)                        | czarny terier rosyjski                                                          | Rosja                                       | 327 |                            |
| русский той-терьер (russkij toj-tierjer)               | rosyjski toy                                                                    | Rosja                                       | 352 |                            |
| русско-европейская лайка (russko-jewropiejskaja łajka) | łajka rosyjsko-europejska                                                       | Rosja                                       | 304 |                            |
| saarlooswolfhond                                       |                                                                                 | Holandia                                    | 311 |                            |
| sabueso español                                        | gończy hiszpański                                                               | Hiszpania                                   | 204 |                            |
| saluki                                                 | chart perski                                                                    |                                             | 269 |                            |
| самоедская собака (samojedskaja sobaka)                | samojed                                                                         | Rosja                                       | 212 |                            |
| schillerstövare                                        | gończy Schillera                                                                | Szwecja                                     | 131 |                            |
| schipperke                                             |                                                                                 | Belgia                                      | 83 |                            |
| Schnauzer                                              | sznaucer średni, brodacz średni                                                 | Niemcy                                      | 182 |                            |
| schweizer Laufhund                                     | gończy szwajcarski                                                              | Szwajcaria                                  | 59, w tym: Bernese Hound – gończy berneński Jura Hound – gończy z Jury Lucerne Hound – gończy lucerneński Schwyz Hound – gończy ze Schwyz |                            |
| schweizerischer Niederlaufhund                         | ?                                                                               | Szwajcaria                                  | 60 |                            |
| scottish terrier, aberdeen terrier                     | terier szkocki                                                                  | Wielka Brytania                             | 73 |                            |
| sealyham terrier                                       |                                                                                 | Wielka Brytania                             | 74 |                            |
| segugio italiano a pelo raso                           | gończy włoski krótkowłosy                                                       | Włochy                                      | 337 |                            |
| segugio italiano a pelo forte                          | gończy włoski szorstkowłosy                                                     | Włochy                                      | 198 |                            |
| shar pei                                               |                                                                                 | Chiny                                       | 309 |                            |
| shetland sheepdog                                      | owczarek szetlandzki                                                            | Wielka Brytania                             | 88 |                            |
| shiba                                                  |                                                                                 | Japonia                                     | 257 |                            |
| shih tzu                                               |                                                                                 | Tybet                                       | 208 |                            |
| shikoku                                                |                                                                                 | Japonia                                     | 319 |                            |
| siberian husky                                         | husky syberyjski                                                                | Stany Zjednoczone                           | 270 |                            |
| skye terrier                                           |                                                                                 | Wielka Brytania                             | 75 |                            |
| sloughi                                                | chart arabski, chart z Maghrebu, arabski greyhound                              | Maroko                                      | 188 |                            |
| slovenský čuvač                                        | czuwacz słowacki, pies pasterski słowacki                                       | Słowacja                                    | 142 |                            |
| slovenský hrubosrstý stavač                            | wyżeł słowacki szorstkowłosy, słowacki pointer                                  | Słowacja                                    | 320 |                            |
| slovenský kopov                                        | gończy słowacki, słowacki kopov                                                 | Słowacja                                    | 244 |                            |
| smålandsstövare                                        | gończy smalandzki                                                               | Szwecja                                     | 129 |                            |
| spinone italiano                                       | wyżeł włoski szorstkowłosy, włoski spinone                                      | Włochy                                      | 165 |                            |
| среднеазиатская овчарка (sriednieaziatskaja owczarka)  | owczarek środkowoazjatycki                                                      | Rosja                                       | 335 |                            |
| српски гонич (srpski gonic)                            | gończy serbski, gończy bałkański                                                | Jugosławia                                  | 150 |                            |
| crnogorski planinski gonič                             | czarnogórski gończy górski                                                      | ?                                           | 279 |                            |
| srpski trobojni gonič                                  | gończy serbski trójkolorowy?                                                    | ?                                           | 229 |                            |
| stabyhoun                                              | wyżeł fryzyjski                                                                 | Holandia                                    | 222 |                            |
| staffordshire bull terrier                             |                                                                                 | Wielka Brytania                             | 76 |                            |
| steirische Rauhhaarbracke                              | gończy styryjski                                                                | Austria                                     | 62 |                            |
| suomenajokoira                                         | gończy fiński                                                                   | Finlandia                                   | 51 |                            |
| suomenlapinkoira                                       | fiński lapphund                                                                 | Finlandia                                   | 189 |                            |
| suomenpystykorva                                       | szpic fiński                                                                    | Finlandia                                   | 49 |                            |
| sussex spaniel                                         |                                                                                 | Wielka Brytania                             | 127 |                            |
| svensk lapphund                                        | szwedzki lapphund                                                               | Szwecja                                     | 135 |                            |
| taiwan dog                                             |                                                                                 | Tajwan                                      | 348 |                            |
| тайган (tajgan)                                        | chart kirgiski, tajgan kirgiski                                                 | Kirgistan                                   | – |                            |
| тазы (tazy)                                            | chart środkowoazjatycki                                                         | Azja Środkowa                               | – |                            |
| terrier brasileiro                                     | terier brazylijski                                                              | Brazylia                                    | 341 |                            |
| tesem (rasa wymarła)                                   |                                                                                 | Egipt                                       | – | –                          |
| thai bangkaew dog                                      |                                                                                 | Tajlandia                                   | 358 |                            |
| thai ridgeback                                         |                                                                                 | Tajlandia                                   | 338 |                            |
| tibetan spaniel                                        | spaniel tybetański                                                              | Tybet                                       | 231 |                            |
| tibetan terrier                                        | terier tybetański                                                               | Tybet                                       | 209 |                            |
| tiroler Bracke                                         | gończy tyrolski                                                                 | Austria                                     | 68 |                            |
| tornjak                                                |                                                                                 |                                             | 355 |                            |
| tosa inu                                               | tosa, tosa inu, mastif japoński                                                 | Japonia                                     | 260 | +                          |
| västgötaspets                                          | szwedzki vallhund                                                               | Szwecja                                     | 14 |                            |
| volpino italiano                                       | szpic włoski                                                                    | Włochy                                      | 195 |                            |
| восточносибирская лайка (wostocznosibirskaja łajka)    | łajka wschodniosyberyjska                                                       | Rosja                                       | 305 |                            |
| Weimaraner                                             | wyżeł weimarski                                                                 | Niemcy                                      | 99, w tym krótkowłosy i długowłosy |                            |
| welsh corgi cardigan                                   |                                                                                 | Wielka Brytania                             | 38 |                            |
| welsh corgi pembroke                                   |                                                                                 | Wielka Brytania                             | 39 |                            |
| welsh springer spaniel                                 | springer spaniel walijski                                                       | Wielka Brytania                             | 126 |                            |
| welsh terrier                                          | terier walijski                                                                 | Wielka Brytania                             | 78 |                            |
| west highland white terrier                            |                                                                                 | Wielka Brytania                             | 85 |                            |
| westfälische Dachsbracke                               | westfalski gończy krótkonożny, gończak westfalski                               | Niemcy                                      | 100 |                            |
| wetterhoun                                             | fryzyjski pies dowodny                                                          | Holandia                                    | 221 |                            |
| whippet                                                |                                                                                 | Wielka Brytania                             | 162 |                            |
| xoloitzquintle                                         | nagi pies meksykański                                                           | Meksyk                                      | 234, w tym odmiany |                            |
| yorkshire terrier                                      |                                                                                 | Wielka Brytania                             | 86 |                            |
| западносибирская лайка (zapadnosibirskaja łajka)       | łajka zachodniosyberyjska                                                       | Rosja                                       | 306 |                            |
| Zwergpinscher                                          | pinczer miniaturowy, ratler, ratlerek                                           | Niemcy                                      | 185 |                            |
| Zwergschnauzer                                         | sznaucer miniaturowy, brodacz miniaturowy                                       | Niemcy                                      | 183 |                            |
| якутская лайка (jakutskaja łajka)                      | łajka jakucka                                                                   | Rosja                                       | |                            |

## Popularność ras psów
Popularność danej rasy często zależna jest od aktualnych trendów, związanych na przykład z ukazywaniem się filmów. Przykładowo w latach 60. XX wieku dużą popularność zdobyły psy rasy dalmatyńczyk, w związku z premierą filmu animowanego 101 dalmatyńczyków. W 1993 w Polsce zarejestrowane było 375 ras psów na ok. 400 uznawanych wówczas przez FCI. Warto zauważyć, że liczba ras psów w Polsce po 1989 znacznie wzrosła, biorąc pod uwagę, że na poznańskiej wystawie w 1988 wystawiono zaledwie 122 rasy.
W latach 90. XX w. do najpopularniejszych ras widywanych w Polsce należały owczarki niemieckie, pudle, jamniki oraz sznaucery.